# Коновницын, Иван Петрович
Граф Ива́н Петро́вич Коновни́цын (16 [28] сентября 1806, Санкт-Петербург — 1867 или 1871) — гдовский уездный предводитель дворянства; привлекался к следствию по делу декабристов.

## Биография
Родился 16 (28) сентября 1806 года в семье генерала Петра Петровича и Анны Ивановны Коновницыных. Отец был героем Отечественной войны, военным министром и членом Государственного совета и указом императора Александра I от 12 декабря 1819 года с нисходящим потомством был возведён в графское достоинство Российской империи. Мать занималась благотворительностью, переводила с немецкого и за заслуги получила орден Святой Екатерины. В семье было ещё четверо детей: Елизавета (1802—1867), Пётр (1803—1830), Григорий (1809—1846) и Алексей (1812—1852).
Детство И. П. Коновницына проходило в Санкт-Петербурге и семейном имении Кярово. В апреле 1825 года по окончании Пажеского корпуса был выпущен прапорщиком в 9-ю конноартиллерийскую роту, в октябре переведён в батарейную роту лейб-гвардии Конной артиллерии.
По показанию декабриста Е. П. Оболенского знал о подготовке восстания на Сенатской площади; вместе с другими офицерами гвардейской Конной артиллерии А. Г. Вилламовым, А. И. Гагариным, К. Д. Лукиным и А. В. Малиновским попытался сорвать присягу в гвардейской части. Они также дали согласие на участие в заговоре и военном выступлении. Коновницын и его товарищи, участвовавшие в сопротивлении присяге, в тот же день были арестованы и содержались в казармах 1-й артиллерийской бригады. Пущин писал:

… Между тем Коновницын, конноартиллерист, освободившийся как-то из-под ареста, скакал верхом к Сенату и встретил Одоевского, который сменился с внутреннего караула и ехал к лейб-гренадерам с известием, что Московский полк давно на площади. Коновницын поехал с ним вместе. Приехавши в казармы и узнавши, что лейб-гренадеры присягнули Николаю Павловичу и люди были распущены обедать, они пришли к Сутгофу с упрёком, что он не привёл свою роту на сборное место, тогда как Московский полк давно уже был там

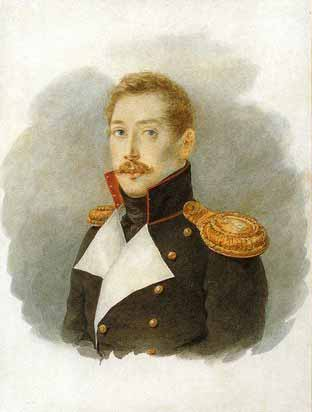
Иван Коновницын

И. П. Коновницын единственным из конноартиллеристов был допрошен Левашовым. Следствие установило, что он знал о готовящемся восстании. Однако 16 декабря все конноартиллеристы были прощены императором Николаем. По словам отца одного из офицеров, Г. И. Вилламова, Коновницын получил прощение «ради заслуг покойного отца», но эта милость не распространилась на его брата Петра и Михаила Нарышкина (мужа сестры Елизаветы), осуждённых по IX и IV разрядам соответственно.
Иван Коновницын 13 июля 1826 года получил высочайшее повеление отправиться на службу в 23-ю конно-батарейную роту на Кавказ, где за ним был установлен тайный полицейский надзор.
Участвовал в Кавказской и русско-турецкой войнах. В 1836 году был уволен в отставку с предписанием жить под надзором в слободе Никитовка Ахтырского уезда Харьковской губернии. Лишь через два года ему было разрешено покидать имение, с 1842 года — проживать в столицах.
В 1842—1854 годах — почётный смотритель Гдовского уездного училища; в 1843 году избран директором конторы Харьковского коммерческого банка; в 1854—1857 годах — гдовский уездный предводитель дворянства. В 1851 году получил чин надворного советника.
Скончался в 1867 или в 1871 году и был похоронен в родовом имении Кярово.

## Семья

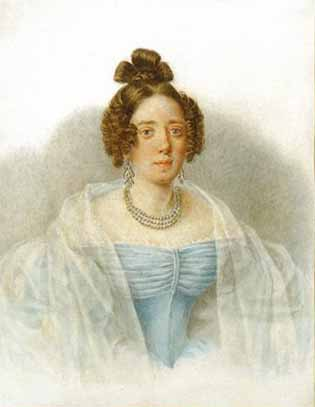
Мария Николаевна Коновницына, 1830-е

Жена (с 13 ноября 1835 года) — Мария Николаевна Бахметева (1815—1888), внучка генерал-аншефа И. П. Дунина; дочь богатого полковника Николая Дмитриевича Бахметева от его брака с Софьей Ивановной Дуниной. Родилась и выросла имении в селе Водолаги Харьковской губернии. В браке родились 10 детей (трое из которых умерли в младенчестве):
- Николай (1836—1877). После окончания Пажеского корпуса служил в лейб-гвардии Кавалергардском полку. Был женат на Софье Кирилловне Нарышкиной; имел трёх сыновей: Сергея, Михаила и Ивана Николаевичей.
- Пётр (1839—1891). Окончил Пажеский корпус и служил в лейб-гвардии Гусарском полку. После отставки состоял при московском генерал-губернаторе князе В. А. Долгоруком; пожалован званием камергера. Имел сына Владимира (неженатого) и двух дочерей-девиц: Елизавету и Веру.
- Иван (ум. в младенчестве)
- Григорий (1846—?). Был женат на дочери А. П. Суковкина Марии Акинфиевне (1856—1941), занимавшей впоследствии (в 1892—1903 годах) должность начальницы Киевского института благородных девиц. У них были сын Пётр Григорьевич — товарищ прокурора Киевского окружного суда; и Марья Григорьевна (24.07.1880—?), выданная за Ивана Ивановича Шидловского.
- Александр (1847—1905). Служил в лейб-гвардии Семёновском полку; умер бездетным.
- Эммануил (1850—1915)
- Анна-ст. (ум. в младенчестве)
- Анна-мл. (1853—1909)
- Софья (24.02.1854[11]— ?)
- Алексей (1855—1919)

Сыновья Ивана Петровича стали единственными продолжателями рода графов Коновницыных.